# ألفرد درير
ألفرد درير هو محامي وسياسي ألماني، ولد في 20 يناير 1940 في ميونخ في ألمانيا، وتوفي في 16 فبراير 2011. نشط حزبياً في الاتحاد الاجتماعي المسيحي.